# Andrea Palladio
Andrea Palladio (30. listopadu 1508, Padova – 19. srpna 1580, Maser u Trevisa) byl italský pozdně renesanční architekt a teoretik architektury. Může být zařazen i do manýrismu, a to do jeho klasicizujícího proudu, neboť jeho principy navazují na vrcholnou renesanci. Byl považován také za nejvlivnější osobnost v historii západní architektury a v souvislosti s ním mluvíme také o palladianismu nebo později neo-palladianismu.

## Studium a život
Narodil se jako Andrea di Pietro della Gondola v Padově v Benátské republice. V Padově se učil kameníkem a když mu bylo 13 let, po pouhých 18 měsících v učení utekl do nedalekého města Vicenza, kde realizoval své nejslavnější stavby – Basilica Palladiana, Teatro Olimpico, Palazzo Chiericati, vilu Villa Capra (La Rotonda).
I v Česku jsou některé památky stavěny v jeho stylu, například Klingerovo mauzoleum v Novém Městě pod Smrkem.

## Teoretické dílo

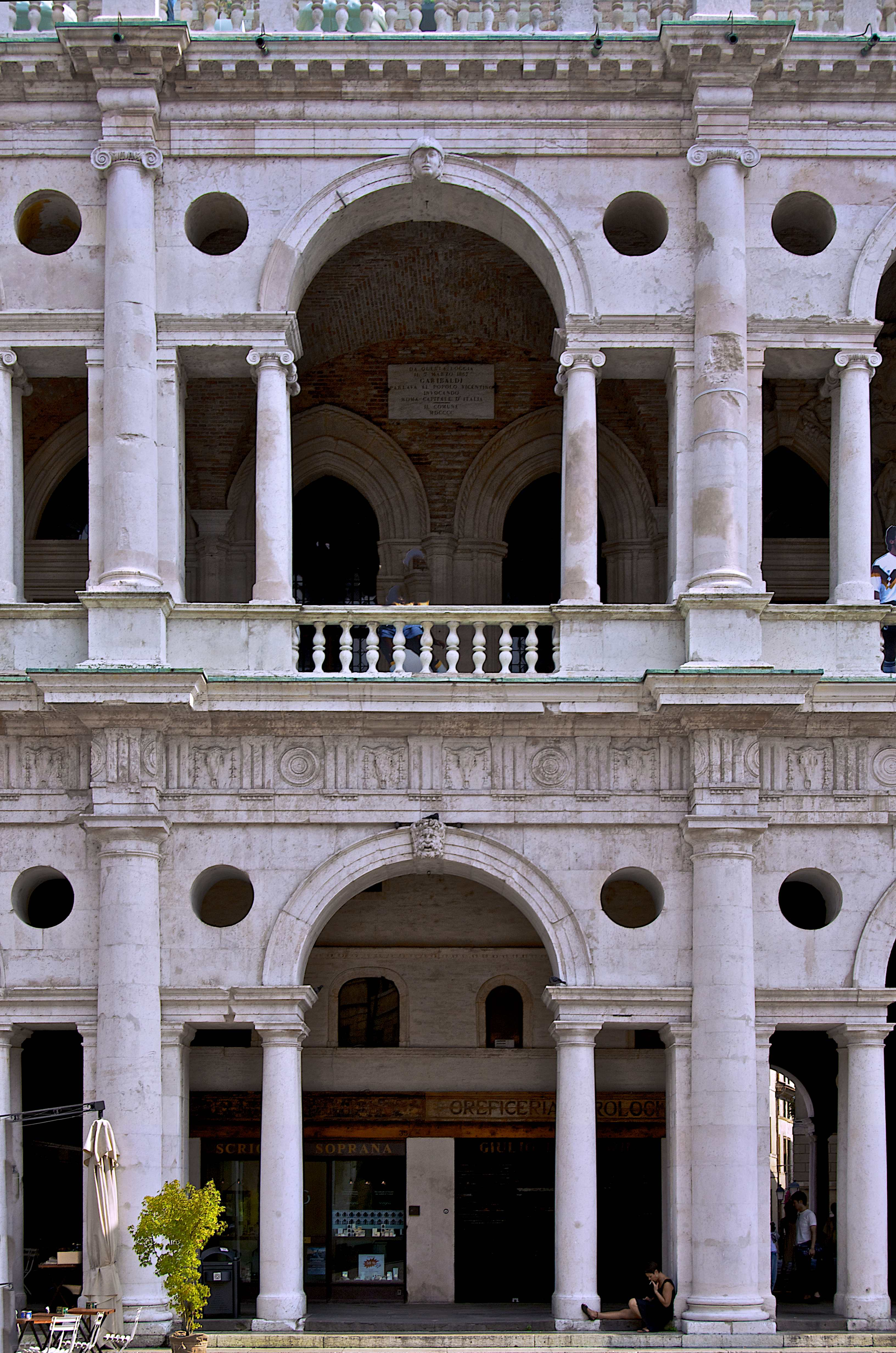
Tzv. palladiovský motiv poprvé použitý Palladiem na Basilica Palladiana ve Vicenze

Italská vrcholná renesance a následující Manýrismus v architektuře přinesl s sebou první exaktní bádání a vykopávky na území antického světa a především v Římě. Tyto vykopávky byly většinou vedeny samotnými umělci a architekty jako byl Raffael Santi, Michelangelo Buonarroti nebo právě Palladio.
Palladio se při své badatelské činnosti (vedle vlastních vykopávek) opíral pouze o jediný dochovaný antický traktát o architektuře a stavebnictví De architectura libri X, dnes známý jako Deset knih o architektuře, napsaný římským architektem a teoretikem Markem Vitruviem napsaný mezi léty 33 př. n. l. až 22 př. n. l..

### L'Antichitá di Roma (Římské starožitnosti)
Roku 1541 uskutečnil Palladio první cestu do Říma, spolu se svým mentorem hrabětem Trissinem. Další následovala mezi lety 1545/46 (opět ve společnosti Trissina) a třetí návštěva proběhla mezi lety 1546/47 (zde se zaměřil na studium v Tivoli, Palestrině a Albanu). Výsledkem těchto badatelských cest bylo vydání jeho první knihy L'Antichitá di Roma (Římské starožitnosti), v níž zaměřuje antické stavby Říma.

### Quattro Libri dell'Architettura (Čtyři knihy o architektuře)
Na vrcholu úspěšné kariéry jako vilového architekta vydal v Benátkách roku 1570 svou stěžejní knihu Quattro Libri dell'Architettura známou jako Čtyři knihy o architektuře. Struktura knihy přímo navazuje na Vitruvia a na jeho latinský spis. V této knize také píše, že přijal Vitruvia za svého učitele a antické tvarosloví za svůj jazyk. Stejně jako Vitruvius i Palladio hledal v architektuře symetrii, proporční a matematické vztahy. Mimo to se Palladio pokoušel nalézt univerzální modely pro jednotlivé typy staveb.
V knize zveřejnil ideální plány svých realizovaných i nerealizovaných staveb, ke kterým dává odkazy a značky pro jejich lepší pochopení a čitelnost. Dokonce v knize zveřejnil i svoji vlastní jednotku délky. Z toho historikové a znalci soudí, že Palladio knihu předurčil ke kopírování a k použití jako vzorníku. Jeho realizované stavby nebyly vždy v souladu s jeho představami a často narážel na překážky v podobě již existujících základů, přírodního terénu nebo představ ze strany objednavatele, které ho limitovaly. Ve spisu "Čtyři knihy o architektuře" tedy zveřejnil svoje ideální plány, a nikoli plány již realizovaných staveb. V tom je jeho kniha jedinečná, neboť na jejím základě mohly vzniknout slohy jako palladianismus nebo neo-palladianismus
Historiky umění je Palladio označován jako první "klasicista" své doby. To znamená, že studoval antickou architekturu nejen proto, aby ji napodobil, ale aby jí dal nadčasovou platnost. Byl také první z architektů, který použil průčelí antického chrámu (jako pohanské sakrální stavby) a "přilepil" je na obytnou vilu, tedy profánní (světskou) stavbu. Architektonické "přílepky" na fasádě se užívaly až do 19. století.
Palladio nebyl první, kdo se pokoušel o vydání sborníku svých prací, ale byl první, komu se to kompletně podařilo. Jeho předchůdcem byl architekt Baldassare Peruzzi, který chtěl začít vydávat své návrhy ve sbornících, a tím utvořit vlastní "katalog", ale jeho snahy nikdy nepřešly do reality. Po Baldassaru Peruzzim se o vydání svého díla tiskem pokusil architekt Sebastiano Serlio, který v roce 1539 sepsal traktát Tutte l'opere d'architettura et prospetiva di Sebastiano Serlio Bolognese (Veškerá architektonická a perspektivní díla Sebastiana Serlia z Boloně), ale poslední díl jeho traktátu vyšel tiskem až v roce 1978 a do té doby koloval po Evropě pouze ve formě přepisů a rukopisů.

## Ohlas v české architektuře
Ohlasem Palladiovy architektury v Čechách v 16. a 17. století se zabývala historička umění Olga Frejková.   Za hlavní stavby ovlivněné Palladiovými projekty považuje zámky v  Nelahozevsi v  Kaceřově, dále Wohlmutovu kruchtu v katedrále sv. Víta a  Míčovnu v Královské zahradě na Pražském hradě.

## Architektonické dílo
Architektonické dílo:

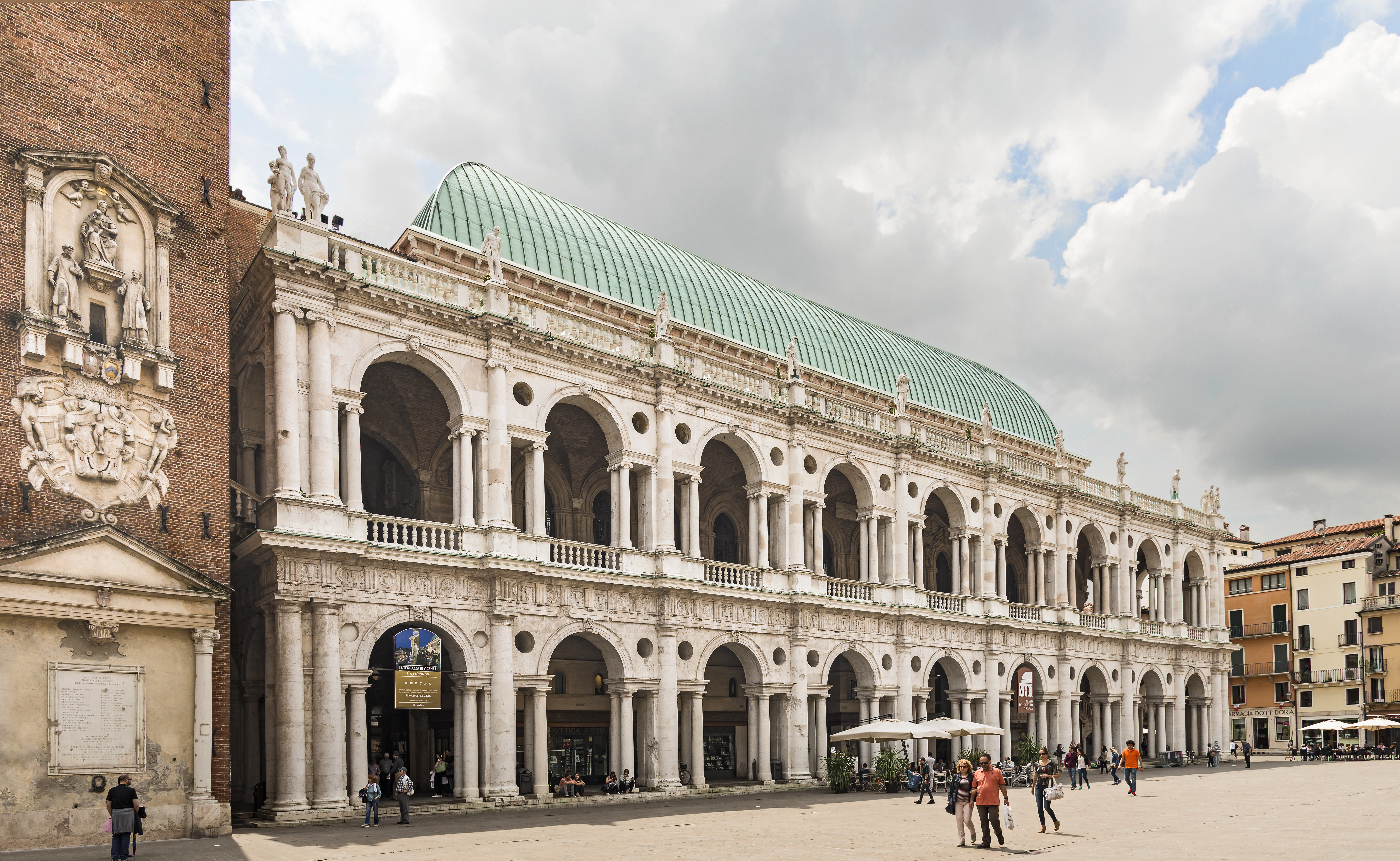
Basilica Palladiana (Vicenza)

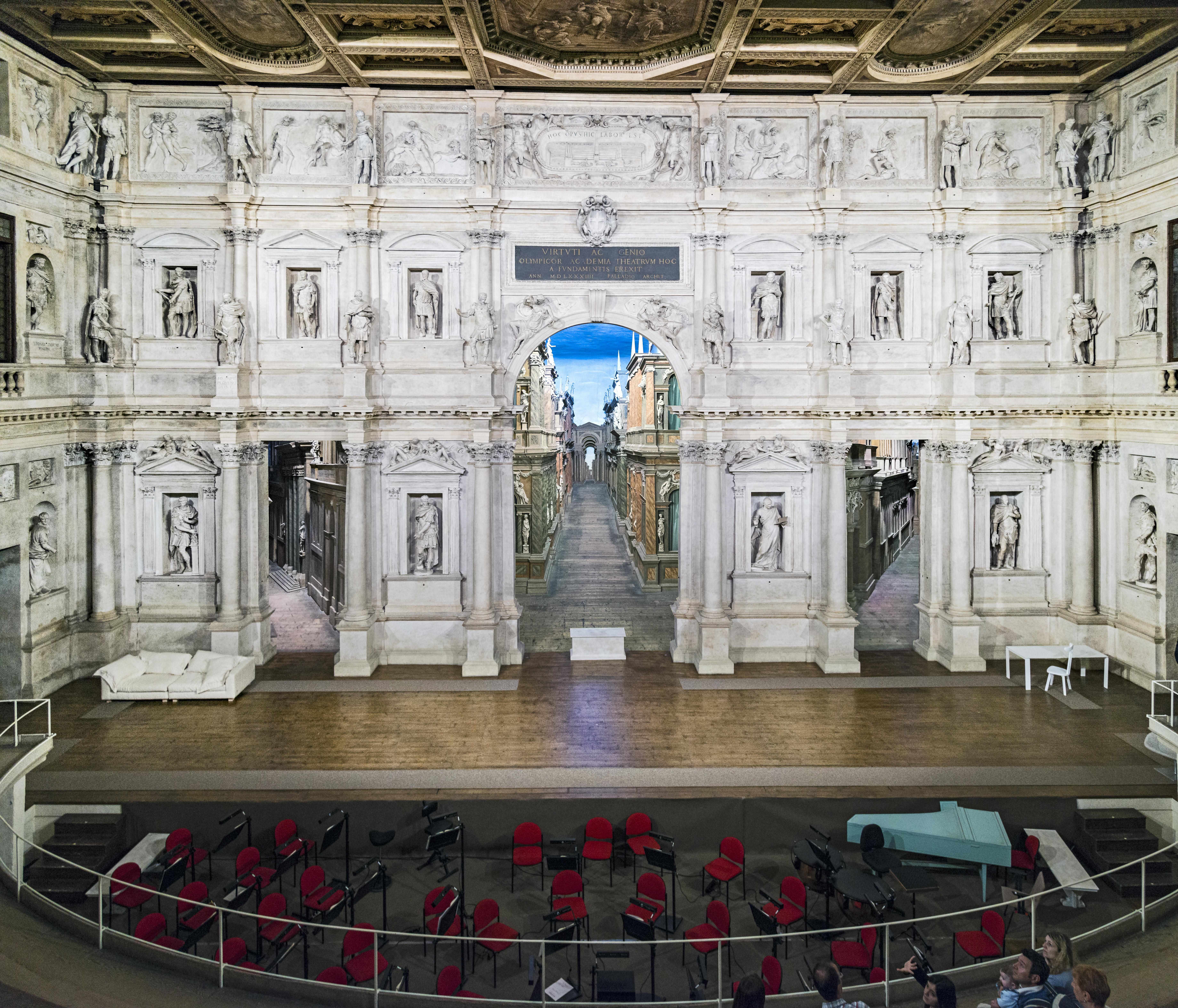
Teatro Olimpico, jeviště (Vicenza)

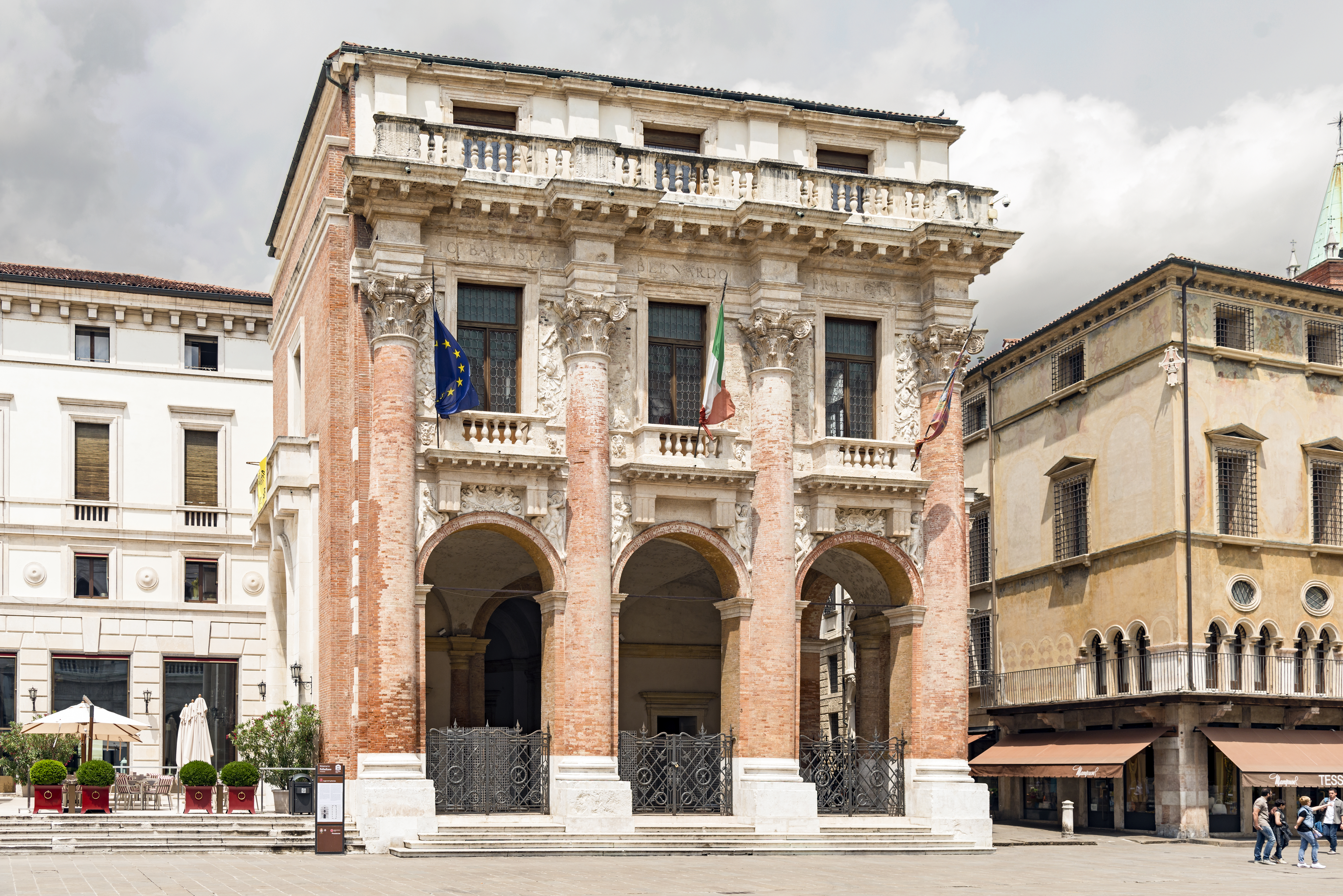
Loggia del Capitano (Vicenza)

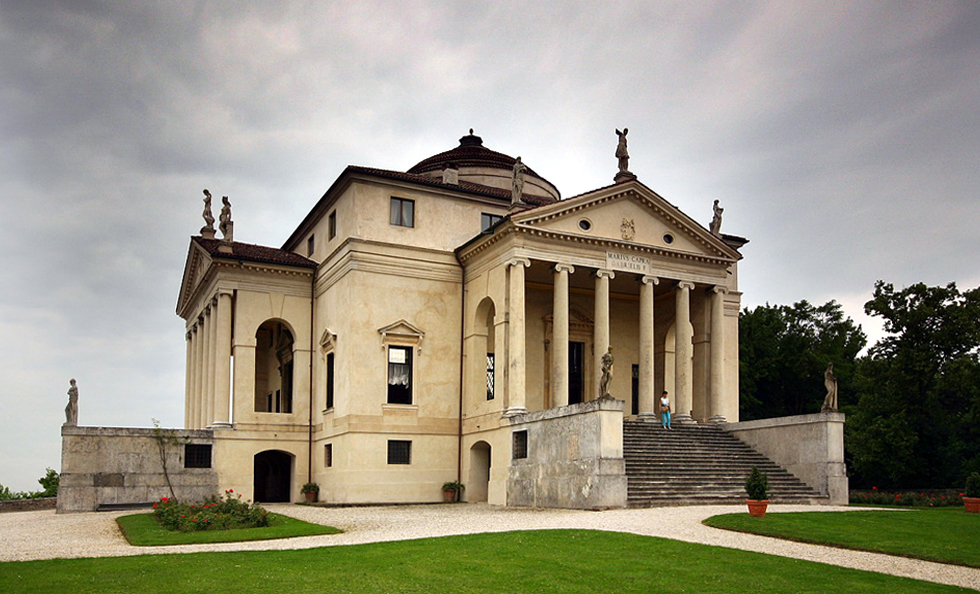
Villa Rotonda (u Vicenzy)

- Villa Godi, Lugo di Vicenza (1537-1542)
- Villa Piovene, Lugo di Vicenza – hlavní bok bez foyeru (kolem 1539-40)
- Villa Forni-Cerato, Montecchio (1541-42)
- Villa Pisani, Bagnolo (1542)
- Palazzo Thiene, Vicenza (po roce 1542)
- Villa Thiene, Quinto (1545)
- Villa Saraceno, Finale (1545)
- Villa Caldogno, Caldogno (1548/49)
- Palazzo della Regione ("Basilica"), Vicenza – jmenován hl. architektem (1549)
- Palazzo Iseppo Porto, Vicenza (před rokem 1550)
- Villa Poiana, Poiana Maggiore (před rokem 1550)
- Palazzo Chiericati, Vicenza (1550)
- Villa Pisani, Montagnana (1552-55)
- Villa Cornaro, Piombino Dese (1553)
- Villa Chiericati, Vancimuglio (kolem roku 1555)
- Palazzo Antonini, Udine (1556)
- Arco Bollani, Udine (1556)
- Villa Badoer, Fratta Polesine (po roce 1556)
- Palazzo Comunale, Feltre (1557–58)
- Villa Barbaro, Maser (1557–58)
- Villa Fscari, Malcontenta (1559–60)
- Santa Maria della Caritá, Benátky, konvent (1560–61)
- San Giorgio Maggiore, Benátky, refektář (1560–62)
- San Francesco della Vigna, Benátky, průčelí (po roce 1562)
- Villa Valmarana, Lisiera (1563–64)
- Villa Emo, Fanzolo (kolem roku 1564)
- Pretorio, Cividale (před rokem 1565)
- San Giorgio Maggiore, Benátky, kostel (1565)
- Katedrála, Vicenza, apsida, klenba (1565)
- Palazzo Schio, Vicenza, průčelí (před rokem 1566)
- Villa Zeno, Cesssalto (před rokem 1566)
- Villa Almerico ("La Rotonda/Capra"), Vicenza (1566-1570)
- Villa Sarego, Pedemonte di Valpolicella (kolem roku 1568–69)
- Palazzo Barbarano, Vicenza (1570–71)
- Palazzo Porto-Breganze, Vicenza (1570-1580)
- Loggia del Capitaniato, Vicenza (1571)
- Santa Corona, Vicenza (1576)
- Kaple Valmarana, Vicenza (1576)
- Chiesa del Redentore, Benátky (1576–77)
- Le Zitelle, Benátky (změna v provedení)
- Porta Gemona, San Daniele del Friuli (1579)
- Tempietto Barbaro, Maser (1579–80)
- Teatro Olimpico, Vicenza (1579–80)